# Anton Ondruš
Anton Ondruš (Solčany, 27. ožujka 1950.) je umirovljeni slovački nogometaš za kojeg se smatra da je jedan od najboljih obrambenih igrača sedamdesetih godina dvadesetog stoljeća.

## Rana klupska karijera
U jesen 1972. počeo je igrati za ŠK Slovan Bratislava. Sa svojim klubom osvojio je Čehoslovačku ligu 1974. i 1975., te je kasnije postao i kapetan momčadi s 210 nastupa i 38 postignutih golova. Njegova momčad osvojila je i Čehoslovački kup 1974. godine.

## Međunarodna karijera
Ondruš je odigrao 58 utakmica i postigao 8 golova za Čehoslovačku. Bio je kapetan reprezentacije na Europskom prvenstvu 1976. Istaknuo se je na polufinalu protiv Nizozemske gdje je zabio dva gola (jedan autogol) i odveo Čehoslovačku u finale, gdje su pobijedili Njemačku i osvojili prvo mjesto. Na Europskom prvenstvu 1980. u sastavu Čehoslovačke osvojio je brončanu medalju.

## Kasnija karijera
Godine 1981. otišao je u belgijski Club Brugge, ali je odigrao samo 9 utakmica. Od 1983. do 1987. igrao je u francuskom klubu CS Thononu, a karijeru je završio u FC Bielu, u Švicarskoj.
1997. kratko je bio na mjestu predsjednika ŠK Slovana Bratislava. Trenutno radi u Švicarskoj.

## Vanjske poveznice
- Anton Ondruš - skslovan.com (sl.)